# Linnaea grandifolia
Linnaea grandifolia är en tvåhjärtbladig växtart som först beskrevs av Villarreal, och fick sitt nu gällande namn av Christenh. Linnaea grandifolia ingår i släktet linneor, och familjen Linnaeaceae. Inga underarter finns listade i Catalogue of Life.